# Coldstream (Ohio)
Coldstream é um lugar designado pelo censo localizado no condado de Hamilton no estado estadounidense de Ohio. No Censo de 2010 tinha uma população de 1.173 habitantes e uma densidade populacional de 158,91 pessoas por km².

## Geografia
Coldstream encontra-se localizado nas coordenadas 39° 02′ 42″ N, 84° 20′ 26″ O. Segundo a Departamento do Censo dos Estados Unidos, Coldstream tem uma superfície total de 7.38 km², da qual 7.16 km² correspondem a terra firme e (2.95%) 0.22 km² é água.

## Demografia
Segundo o censo de 2010, tinha 1.173 habitantes residindo em Coldstream. A densidade populacional era de 158,91 hab./km². Dos 1.173 habitantes, Coldstream estava composto pelo 96.25% brancos, o 0.85% eram afroamericanos, o 0.09% eram amerindios, o 1.79% eram asiáticos, o 0% eram insulares do Pacífico, o 0.34% eram de outras raças e o 0.68% pertenciam a duas ou mais raças. Do total da população o 2.47% eram hispanos ou latinos de qualquer raça.